# 待った
待った（まった）とは、勝負事において、相手の行動に対して満足な状況でないことによりやり直しを要求する状態である。

## 概要
相撲用語では、やむを得ない理由で勝負開始前、あるいは途中で止める際のかけ声であり、またその止める行為そのものを意味する。
囲碁や将棋では相手の次の手を見て、それが自分が困る手の場合にもう一度前回の自分の手まで戻って指し直しをすることを求める場合に「待った」という。これは正式にはルール違反である。
転じて重要なイベントなどで横やりが入って中断するのを「待ったがかかった」と言ったり、切羽詰っていることを「…まで待ったなし」と表現する例がある。スポーツなどで、相手に優勝がかかる試合などで勝利した場合にも「待ったをかけた」という表現がされることがある。

## 相撲
相撲の場合、勝負開始前のものとしては力士が立合いで息が合わず勝負開始が成立しない場合に生じる。力士自身が身振り手振りで待ったを示す場合と、手つき不十分で行司が待ったをかける場合があり後者は「行司待った」と呼ばれる。
取組中では、廻しが緩んだり力士が出血をした場合、行司の判断で待ったをかけることがある。通常前者を｢廻し待った｣と呼び、後者の場合鼻血が出た際の対応を表わす「鼻血待った」という用語がある。また、勝負が長時間に及び、力士の動きがなくなった際にも待ったがかかる。この場合は水入りという。

### 立合いの待ったについて
本来は相撲の立合いには時間制限がなかったため、互いの息が合うまでは待ったをしてよかったが、現在の大相撲においては制限時間が設けられている。そのため、逆に制限時間内で始めようとしない風潮が広まってしまった（立合いの項も参照）。したがって、現在では時間前に片方の力士が突っ掛けて「待った」となる場合も存在するが、普通に「待った」として取り上げられるのは、制限時間以降のことである。大相撲では制限時間一杯になると行司が「待ったなし!」「待ったありません!」と声を掛ける。大山（元幕内・大飛）のコラムによると、時間前に仕切って立たないのも厳密には「待った」である。
それ以降は、原則としては立つ（相撲を始める）必要があるから、特別な理由で待ったをする場合、はっきりとした意思表示が必要である。普通は待ったをする力士が前に片手をあげることで意思表示し、行司がこれを認めて相撲を止めることで成立する。時に待ったをしたつもりで相撲を止めたが行司が立合い成立を認め、そのため相手に一方的に押し出され、負けとなる例がある。
制限時間に立てない理由は様々であるが、よく言われるのは制限時間内で見合う際に呼吸を合わせることをしない、という点である。まだ立たなくてよい、とおざなりに見合っていては、本番時にうまく息が合わない、いつでも立つつもりで見合うべきだと言われる。昭和の大横綱・双葉山や大鵬などは、1回目の仕切りから立てるように仕切っていたと言われ、実際に奇襲のつもりで最初の仕切りで立ってきた力士（双葉山に対する龍王山、大鵬に対する大雪）を一蹴したことがある。
これとは別に、相手の気勢を削ぐために待ったをする場合がある。待ったの起源（「大相撲「待った」の由来」の項参照）がこれであるとも言われているが、評判の良い作戦とは言えない。
待ったが増えた場合には、そのような立合いの真剣さが問われたこともあった。その待ったを減らすため、当時の二子山理事長（元横綱・初代若乃花）の「鶴の一声」で、1991年9月場所から十両・幕内の仕切りの制限時間（十両3分・幕内4分）を過ぎてから故意の待ったをした場合は、両力士(後に原因となった力士のみ)に対して制裁金（当初は罰金、十両5万円・幕内10万円）が科せられていた。しかし、罰金を支払ってでも有利な立合いをしたい力士には全く機能せず、7年後の1998年9月場所限りで「待った制裁金」制度は廃止された。2004年夏場所からは待ったを1場所で3回した力士は審判部に呼んで注意を与えている。

### 大相撲「待った」の由来
立合いの時「待った」をかける力士がいるが、昔は「待った」というルールはなかった。行司が軍配を引くと、どんな場合でも必ず立合わなければならない。ところが「待った」が初めて登場するのは享保時代（1716－1735年）。無敗の大関初代谷風梶之助を、何とかして負かしたいという関脇八角楯之助が、紀州の名行司尺子一学に「立合いは、いくら苦しくともよくこらえて立つべき」との教えを守り、谷風との対戦で「待った」を連発、焦らし戦法でようやく宿敵に勝った。これが「待った」の始まりとされているが、戦略的にはこれ以前にもあったという説もある。

### エピソード
慶応元年（1865年）11月場所、新大関の鬼面山谷五郎（のち横綱）－前頭6枚目両國梶之助（のち3代伊勢ヶ濱）の対戦で、両國の待ったが60数回、鬼面山が30数回と延々2時間以上に及び、日もすっかり暮れて、どちらかの歯から出血したのを機に勝負預りになったという珍記録が残っている。
1912年5月19日、五月場所の3日目、横綱太刀山 - 千年山の取組で、千年山が1時間37分待ったを54回くり返し、太刀山が2秒で勝った。当日は迪宮（のち昭和天皇）、淳宮（秩父宮）、光宮（高松宮）が観戦していたが、この取組のせいで最後まで観戦できなかった。夜になって淳宮から相撲協会に、その後の取組の勝敗結果を尋ねる電話があった。相撲好きの迪宮が翌日朝刊を待ちきれず、弟宮に電話をかけさせたのではないかという。

## 囲碁・将棋等の場合
囲碁や将棋やチェスで着手を直すことも「待った」といわれる場合もある。公式ルールでは即座に反則負けとなる。
囲碁の着手は盤上に置いた石から指が離れた瞬間、将棋の着手は動かした駒（または駒台から盤上に置いた駒）から指が離れた瞬間であり、以降はその手を直すことはできないが、指が離れない限りは手を直す（別の位置に置き直す）ことができる。チェスでは一度触った駒は必ず動す「タッチアンドムーブ」というルールになっており、一度触った駒を動かさずに別の駒を動かすことは反則負けとなる。
将棋では加藤一二三は銀河戦で「待った」をしたとして処分を受けたことがある。
囲碁では厳密には「自分が打って、相手が打った後に、『相手の打った手と自分の打った手』の差し戻し」が「待った」であり、「自分が打った後に『自分の打った手』の差し戻し」をすることはハガシと呼ばれて区別される。
ただし、素人のいわゆる縁台将棋などではごく普通に行われる。またパソコンソフトの囲碁や将棋では「待った」機能がついている例もある。ただし、上達のためには待ったをしないことが重要であるといわれる。